# 庙沟镇
庙沟镇，是中华人民共和国陕西省商洛市镇安县下辖的一个乡镇级行政单位。

## 行政区划
庙沟镇下辖以下地区：
Template:Admin/children。